# Vallée de la Cronce
La vallée de la Cronce est une vallée de la Margeride (Massif central) située dans le département de la Haute-Loire. 
La vallée de la Cronce, l'un des principaux affluents de l'Allier sur sa rive gauche, héberge différentes formations végétales. On y trouve des aulnaies-frênaies rivulaires le long des cours d'eau, des forêts de ravins dans les zones accidentées, ainsi que des pelouses pionnières sur des sols sablonneux. De plus, elle abrite des pelouses où l'on peut observer notamment la Pulsatille rouge (Pulsatilla rubra) et l'Orchis sureau (Dactylorhiza sambucina).

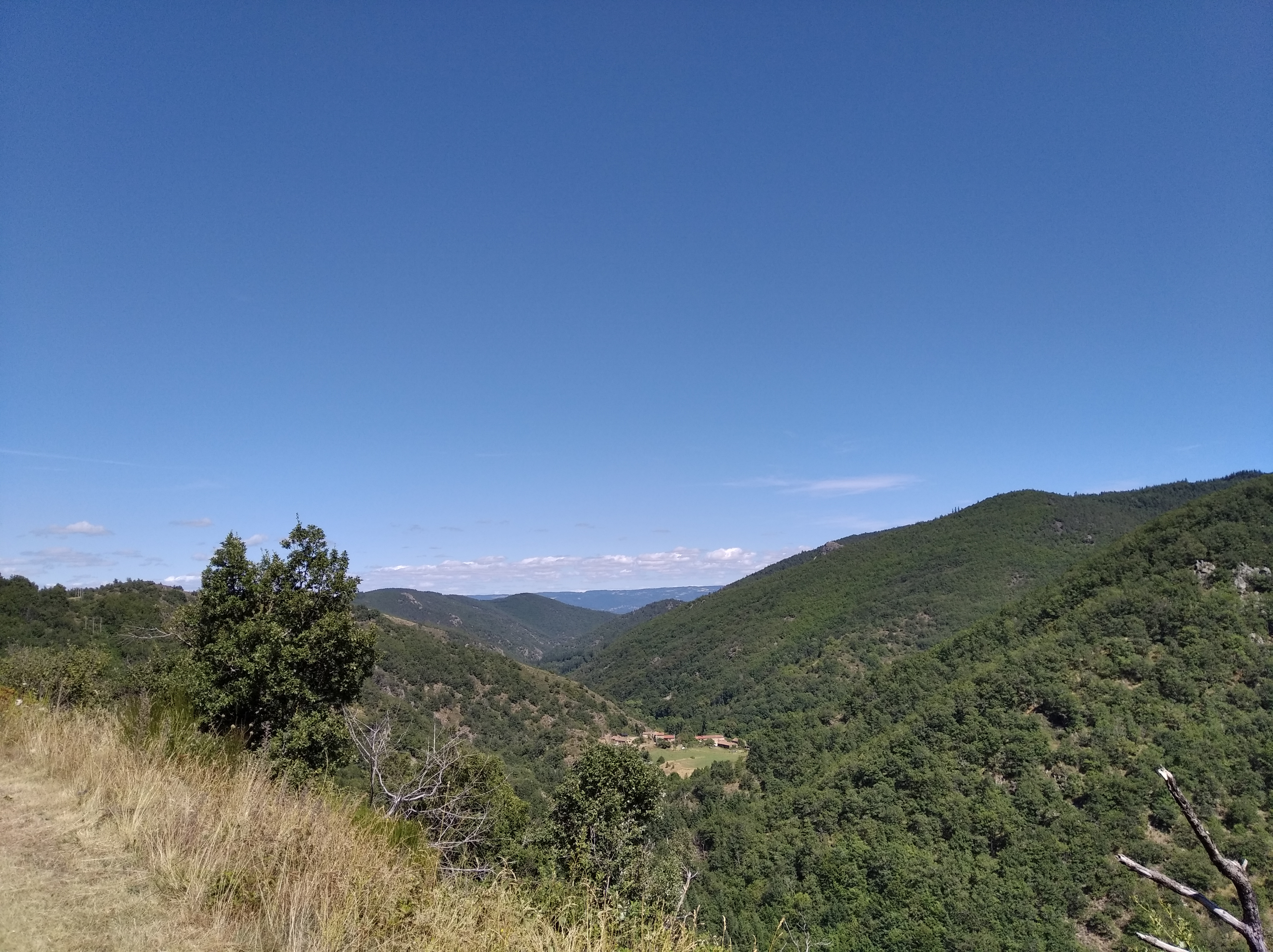
Vallée depuis la Croix de Cronce (792 mètres d'altitude).